# Massa (natuurkunde)
Massa is een natuurkundige grootheid die een eigenschap van materie, de hoeveelheid van een stof, aanduidt. De eenheid van massa is de kilogram. Massa heeft twee belangrijke eigenschappen: traagheid als verzet tegen versnelling door een kracht (trage massa), en gewicht ten gevolge van de zwaartekracht op die massa (zware massa). Massa dient niet te worden verward met gewicht, dat de aantrekking van een massa door de zwaartekracht is. Het gewicht hangt af van de plaats van een massa ten opzichte van een hemellichaam.

## Massa en hoeveelheid materie
De massa van een voorwerp is recht evenredig met de hoeveelheid materie. In de klassieke (niet-relativistische) mechanica is de massa de som van de massa's van alle deeltjes waaruit het voorwerp bestaat. Omdat de hoeveelheid materie wordt uitgedrukt in mol geldt voor materie die uit een chemische stof bestaat:
{\displaystyle m=M\cdot n},
waarin
- {\displaystyle m} de massa is in gram
- {\displaystyle n} de hoeveelheid materie is in mol
- {\displaystyle M} de molaire massa is, de massa van een mol materie (in g/mol).

## Massa en traagheid
De traagheid van een massa wordt uitgedrukt in de eerste wet van Newton: een massa waarop geen krachten werken, ondervindt geen versnelling. Ze zal met dezelfde snelheid blijven bewegen in een statisch referentiekader. Dus als de snelheid van een voorwerp nul is blijft die nul als er geen kracht op het voorwerp werkt. En als een voorwerp al een snelheid ongelijk aan nul heeft, blijft die snelheid onveranderd rechtlijnig als er geen kracht werkt. De tweede wet van Newton geeft een uitdrukking voor de verandering van de snelheid door de totale kracht (als er meer krachten zijn) als de massa gelijk blijft:
{\displaystyle F=m\cdot a}
De versnelling {\displaystyle a} is recht evenredig met de uitgeoefende totale kracht {\displaystyle F} en omgekeerd evenredig met de massa {\displaystyle m}, wat we weten uit het dagelijks leven, als we een voorwerp wrijvingsloos op het ijs voortduwen. Hoe meer massa een voorwerp heeft, des te groter de kracht die moet worden uitgeoefend om dezelfde versnelling van het voorwerp te krijgen; of omgekeerd, hoe groter de massa van een voorwerp, des te kleiner de versnelling bij een gelijke uitgeoefende kracht.

## Massa en zwaartekracht
Een hoeveelheid massa (een voorwerp) trekt andere massa's aan met de zwaartekracht. In de klassieke mechanica wordt deze kracht beschreven door de zwaartekrachtwet van Newton:
{\displaystyle F_{\text{z}}=G\cdot {m_{a}\cdot m_{b} \over r^{2}}},
met
- {\displaystyle F_{\text{z}}} de zwaartekracht ten gevolge van de massa's a en b (de resulterende zwaartekracht), in newton
- {\displaystyle G} de heel kleine gravitatieconstante (6,67·10−11Nm²/kg²)
- {\displaystyle m_{a}} en {\displaystyle m_{b}} de twee massa's, in kilogram
- {\displaystyle r} de afstand tussen de twee massa's, in meter

De uitgeoefende kracht is hier recht evenredig met het product van de twee massa's en omgekeerd evenredig aan het kwadraat van de afstand tussen de twee massa's.
De algemene relativiteitstheorie van Albert Einstein stelt echter dat er hier geen sprake is van eigenlijke krachten, maar van een kromming van de tijdruimte: een meetkundig effect. Een massa bepaalt hoe de tijdruimte eromheen wordt gekromd en de kromming van de tijdruimte bepaalt weer hoe een andere massa beweegt in die tijdruimte die wordt gekromd door de eerste massa.

### Trage massa, passieve en actieve zware massa
In de twee genoemde wetten van Newton, {\displaystyle F=m\cdot a} voor een constante massa, en de zwaartekrachtwet, komt de massa in drie betekenissen voor. De wetten van Newton gaan er stilzwijgend van uit, dat deze drie soorten massa's voor ieder voorwerp gelijk zijn. Om over deze vaststelling te kunnen praten, geeft men ze de afzonderlijke benamingen, te weten
1. trage massa (soms inertiaalmassa, dus verzet tegen versnelling door een kracht),
2. passieve zware massa (om zwaartekracht te ondervinden, soms passieve gravitationele massa) en
3. actieve zware massa (om andere massieve voorwerpen aan te trekken, actieve gravitationele massa, als bron van een zwaartekracht op een andere massa).

De algemene relativiteitstheorie gaat op deze problematiek in. Het equivalentieprincipe zegt precies dat de trage massa gelijk is aan de passieve zware massa. Uit diezelfde theorie volgt niet onmiddellijk dat passieve en actieve zware massa dezelfde zijn: het is van tevoren (a priori) niet gegarandeerd dat actie gelijk is aan reactie volgens de Derde Wet van Newton (of dat energie en impulsmoment constanten van de beweging zijn).
In 1968 voerde L. B. Kreuzer een experiment uit met fluor en broom in een torsiebalans en stelde vast dat de verhouding tussen de actieve en passieve zware massa van beide materialen weinig scheelde:
{\displaystyle \left|1-{\frac {(M_{\text{za}}/M_{\text{zp}})_{\text{fluor}}}{(M_{\text{za}}/M_{\text{zp}})_{\text{broom}}}}\right|\leq 5\times 10^{-5}}
In 1986 gebruikten D. F. Bartlett en D. Van Buren de lasermetingen van de afstand tot de Maan om een nog veel kleinere bovengrens op te leggen aan dit verschil voor de metalen aluminium en ijzer, die op de Maan ongelijk verdeeld zijn. In dit geval werd het relatieve verschil van de verhoudingen begrensd door
{\displaystyle \left|1-{\frac {(M_{\text{za}}/M_{\text{zp}})_{\text{aluminium}}}{(M_{\text{za}}/M_{\text{zp}})_{\text{ijzer}}}}\right|\leq 4\times 10^{-12}}

De 'zware massa' wordt bepaald door de sterkte van de zwaartekracht in het zwaartekrachtsveld {\displaystyle g} van een hemellichaam, zoals die door een voorwerp wordt ervaren. De sterkte van de zwaartekracht op een voorwerp van bekende massa is het gewicht {\displaystyle G}, bij een draaiend maar idealiter toch mooi rond hemellichaam gemeten op de noord- of de zuidpool ervan. De zware massa {\displaystyle m_{z}} is dan: {\displaystyle m_{z}=G/g}.
De 'trage massa' wordt bepaald door de traagheidsweerstand die zich als een reactiekracht manifesteert bij versnelling van het lichaam door een kracht. Dit wordt gedaan door één bekende kracht {\displaystyle F} te laten werken op een onbekende massa in een situatie zonder wrijving, waarna de versnelling {\displaystyle a} wordt gemeten. Volgens de Tweede Wet van Newton is dan de trage massa {\displaystyle m_{t}} gelijk aan {\displaystyle m_{t}=F/a}.

## Massa en energie
De speciale relativiteitstheorie van Einstein stelt dat massa en energie twee verschijningsvormen van hetzelfde verschijnsel zijn in zijn beroemde formule voor de Massa-energierelatie:
{\displaystyle E=m\cdot c^{2}}
Daarin is
- {\displaystyle E} de energie (in joule)
- {\displaystyle m} de massa (in kg)
- {\displaystyle c} de lichtsnelheid.

De betekenis wordt duidelijker als de eenheid van snelheid niet in meter per seconde wordt gegeven, maar in lichtseconde per seconde. Dat heeft tot gevolg dat {\displaystyle c=1} en dus ook {\displaystyle c^{2}=1}, zodat deze formule energie en massa direct aan elkaar gelijkstelt: {\displaystyle E=m}. Dit resultaat was baanbrekend, omdat massa en energie voordien als twee afzonderlijke grootheden werden beschouwd. Anders gezegd is {\displaystyle c^{2}} hier een omrekeningsfactor die stelt dat een kleine hoeveelheid massa gelijk staat aan een zeer grote hoeveelheid energie.
Hoewel bij kernreacties als kernsplitsing en kernfusie slechts een (klein) deel van de massa wordt omgezet, leveren zulke reacties netto toch bijzonder veel energie op.

## Massa en gewicht

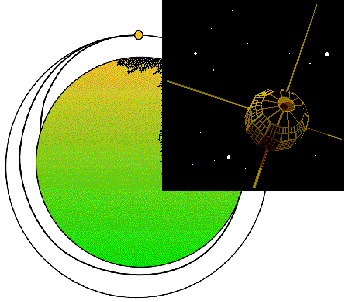
Een satelliet "valt" rond de Aarde

De woorden massa en gewicht worden in het dagelijks spraakgebruik door elkaar gehaald. Er is echter een wezenlijk verschil.
De massa van een voorwerp is een maat voor de hoeveelheid materie die het bevat. Meting ervan heeft plaats met een balans, die de massa van een voorwerp vergelijkt met die van een voorwerp waarvan de massa bekend is. Een balansmeting op de maan geeft eenzelfde resultaat met dezelfde voorwerpen als een meting met een balans op de aarde.
Het gewicht van een voorwerp is onder 'aardse' omstandigheden de kracht die de aarde op een voorwerp uitoefent. Meting ervan heeft plaats met een weegschaal. Het gewicht van een hoeveelheid materie is afhankelijk van de plaats en de hoogte ten opzichte van het aardoppervlak. Een astronaut met een massa van 60 kg zal op de aarde een zwaartekracht van (ongeveer) 600 N ondervinden, terwijl die kracht op de maan maar ongeveer 100 N is. Dit is omdat de zwaartekracht op de Maan veel kleiner is, aangezien de massa van de maan veel kleiner is dan die van de aarde. De massa van de astronaut is echter op de maan ook 60 kg. Het gewicht kan worden uitgerekend met
{\displaystyle F_{\text{gewicht}}=m\cdot g},
met {\displaystyle g} de plaatselijke valversnelling, op Aarde vaak 9,81 m/s2, op de Maan maar 1,62 m/s2.

## Rustmassa en relativistische massa
Onderscheiden kunnen worden de rustmassa {\displaystyle m_{0}} (die niet van het inertiaalstelsel afhangt) en de relativistische massa {\displaystyle m_{R}}. Welke van de twee bedoeld wordt met "massa" is een kwestie van afspraak (conventie). In een context waarin duidelijk is welk van beide conventies wordt gehanteerd gebruikt men (zelfs als het verschil niet verwaarloosbaar is) afhankelijk daarvan wel kortweg de notatie {\displaystyle m}. Tegenwoordig wordt hiermee meestal de rustmassa bedoeld, maar de beroemde formule {\displaystyle E=mc^{2}} is algemener als {\displaystyle m} daarin staat voor de relativistische massa. Er geldt:
{\displaystyle m_{R}=\gamma m_{0}}
met {\displaystyle \gamma } de lorentzfactor.
Voor de relativistische impuls {\displaystyle p} geldt:
{\displaystyle {\vec {p}}=\gamma m_{0}{\vec {v}}=m_{R}{\vec {v}}}
met {\displaystyle {\vec {v}}} de snelheid.
Voor de totale energie (zie ook boven) geldt de massa-energierelatie:
{\displaystyle E_{\mathrm {totaal} }=\gamma m_{0}c^{2}=m_{R}c^{2}}
met {\displaystyle c} de lichtsnelheid.
De energie kan worden onderverdeeld in de rustenergie
{\displaystyle E_{\text{rust}}=m_{0}c^{2}}
en de kinetische energie
{\displaystyle E_{\text{k}}=(m_{R}-m_{0})c^{2}=m_{0}c^{2}(\gamma -1)}
Voor de kracht geldt in het eendimensionale geval:
{\displaystyle F=m_{0}\gamma ^{3}a=m_{R}\gamma ^{2}a}
De kracht die nodig is voor een bepaalde versnelling (in de zin van verhoging van de snelheid per tijdseenheid in het vaste inertiaalstelsel) is bij een hoge snelheid extra groot, mede door de speciale formule voor de combinatie van snelheden.
De formules laten zien dat voor een deeltje met rustmassa groter dan nul oneindig veel energie en oneindig veel impuls nodig is om dit tot de lichtsnelheid te versnellen, wat betekent dat dit onmogelijk is. Een massa kan nooit de lichtsnelheid halen.

## Molecuulmassa
De molecuulmassa van een zuivere chemische stof (enkelvoudig of samengesteld) is de rustmassa van één molecuul van de stof, uitgedrukt in atomaire massa-eenheden. Molecuulmassa's zijn meestal in goede benadering gehele getallen, omdat de afzonderlijke bouwstenen van atoomkernen (protonen en neutronen) een vrijwel gelijke massa hebben, terwijl de elektronen ruim 1800 keer lichter zijn. De volgende omstandigheden veroorzaken grote en kleine afwijkingen op deze regel:
- De atomen waaruit de moleculen zijn opgebouwd, komen voor in verschillende isotopen, dat wil zeggen dat gelijksoortige atomen (met evenveel protonen en elektronen) een verschillend aantal neutronen in de kern kunnen hebben. Het bijvoeglijk naamwoord 'zuiver' in zuivere stof betekent niet dat iedere atoomsoort er mononuclidisch (met maar één isotoop) in voorkomt.
- Een neutron is een klein beetje lichter (massadefect) dan een proton en een elektron samen
- Op deze kleine schaal geldt de optelregel niet meer precies: van de totale massa van de samenstellende deeltjes van een atoomkern, en in mindere mate ook van de samenstellende atomen van een molecuul, moet het relativistische massa-equivalent van de bindingsenergie worden afgetrokken; het massadefect van het neutron is hiervan een bijzonder geval binnen de atoomkern

## Meting
Van voorwerpen op middelgrote schaal in het dagelijks leven wordt de massa meestal indirect vastgesteld op een weegschaal, bijvoorbeeld door het gewicht van een onbekend voorwerp te vergelijken met de gewichten van standaardmassa's.
De massa van een individueel atoom of molecuul wordt gemeten door de massa van een grote hoeveelheid van de stof op de gebruikelijke wijze (conventioneel) vast te stellen, en vervolgens door scheikundige technieken te bepalen hoeveel atomen of moleculen in de totale massa aanwezig zijn (wet van Proust). Dit levert massa's uitgedrukt in atomaire massa-eenheden; om deze te vergelijken met standaardmassa's (bijvoorbeeld de kilogram) moeten afzonderlijke ijkproeven de constante van Avogadro meten.
Van individuele elektrisch geladen deeltjes kan de massa worden geschat aan de hand van de uitwijking uit een rechte baan onder invloed van een elektrisch en/of een magnetisch veld: dit is het principe waarop massaspectrometrie berust.
De massa van een hemellichaam kan worden geschat aan de hand van de derde wet van Kepler op voorwaarde dat het hemellichaam over een satelliet beschikt, en op voorwaarde dat de universele gravitatieconstante {\displaystyle G} bekend is. Deze laatste wordt gemeten met een torsiebalans (het experiment van Henry Cavendish). Met soortgelijke technieken kan de totale massa van een sterrenstelsel bepaald worden aan de hand van de rotatiesnelheid van de individuele sterren rond het centrum van het stelsel.
De massa-lichtkrachtrelatie is een empirisch verband tussen de massa van een hoofdreeksster en haar absolute helderheid. Daarmee kunnen de massa's en absolute helderheden van de componenten van een dubbelster geschat worden door een iteratieve berekening, die dynamische parallax heet.

## Eenheden
De SI-eenheid van massa is de kilogram. Het is een van de zeven SI-basiseenheden, en de enige SI-eenheid die een voorvoegsel ("kilo") draagt. Dit is om historische en praktische redenen. Ingeburgerde termen als kilogram en gram een andere naam geven (respectievelijk een naam zonder "kilo", en die naam met "milli" ervoor) is bezwaarlijk, maar de gram als basiseenheid kiezen ook, omdat onder andere de newton, joule en watt dan geen samenhangende eenheden meer zouden zijn.
Technische vakgebieden waar de bestudeerde massa's uitgedrukt in kilogram zeer grote of zeer kleine getallen opleveren, hanteren soms andere eenheden. Scheikundigen duiden molecuulmassa's aan in de atomaire massa-eenheid, dat is één twaalfde van de massa van een koolstof-12-atoom of 1,66·10−27 kg. In de fysica van elementaire deeltjes worden massa's omgerekend naar energieën en vervolgens uitgedrukt in elektronvolt of een veelvoud daarvan. Eén elektronvolt komt overeen met ongeveer 1,8·10−36 kg. Sterrenkundigen drukken de massa van een ster vaak uit als een veelvoud van de massa van de zon, die 2·1030 kg bedraagt.